# 1865년 영국 총선
1865년 영국 총선은 1865년 영국에서 치러진 총선으로, 헨리 존 템플 전 수상의 자유당이 승리한다

## 선거 결과
정당별 의석수
| 정당   | 의석수 |
| ------ | ------ |
| 자유당 | 369    |
| 보수당 | 289    |
| 합계   | 658    |

정당 득표율
| 정당   | 득표수  | 득표율 |
| ------ | ------- | ------ |
| 자유당 | 508,821 | 59.5%  |
| 보수당 | 346,035 | 40.5%  |